# Gösta Bredefeldt
Gösta Johan Harwey Bredefeldt (* 19. Dezember 1935 in Göteborg; † 9. Januar 2010 in Stockholm) war ein schwedischer Schauspieler.

## Leben
Gösta Bredefeldt wurde in Schweden und Finnland zum Schauspieler ausgebildet und begann Mitte der 1950er Jahre als Theater-Schauspieler. Ab 1960 folgten auch Auftritte in Film und Fernsehen. Ab 1967 spielte er am Stockholmer Stadttheater.
Er spielte die Hauptrolle des „Daniel Severin Larsson“ im Film Eine Handvoll Liebe der bei den Internationalen Filmfestspielen Berlin 1974 gezeigt wurde. Ab 1995 spielte er in der deutschen Serie girl friends – Freundschaft mit Herz mit. Seine letzte Rolle war die des „Harald Vanger“ in Verblendung. Insgesamt wirkte er in 80 Film- und Fernsehproduktionen mit.
Bredefeldt war zwei Mal verheiratet: mit Sara Arnia und Britt Örnehed.

## Filmografie (Auswahl)
- 1963: Nike
- 1969: Made in Sweden
- 1970: Den magiska cirkeln
- 1971: Troll
- 1972: Ture Sventon – Privatdetektiv
- 1974: Eine Handvoll Liebe (En handfull kärlek)
- 1987: Don Juan
- 1991: Storstad (Fernsehserie, 12 Folgen)
- 1993: Winter in Paradise (Tryggare kan ingen vara...)
- 1993: Der Mann auf dem Balkon (Mannen på balkongen)
- 1993, 2000: Rederiet (Fernsehserie, 10 Folgen)
- 1995–1997: Radioskugga (Fernsehserie, 13 Folgen)
- 1995–1998: girl friends – Freundschaft mit Herz (Fernsehserie, 16 Folgen)
- 1999: Mord am See (Sjön)
- 2009: Verblendung (Män som hatar kvinnor)